# Eibert den Herder

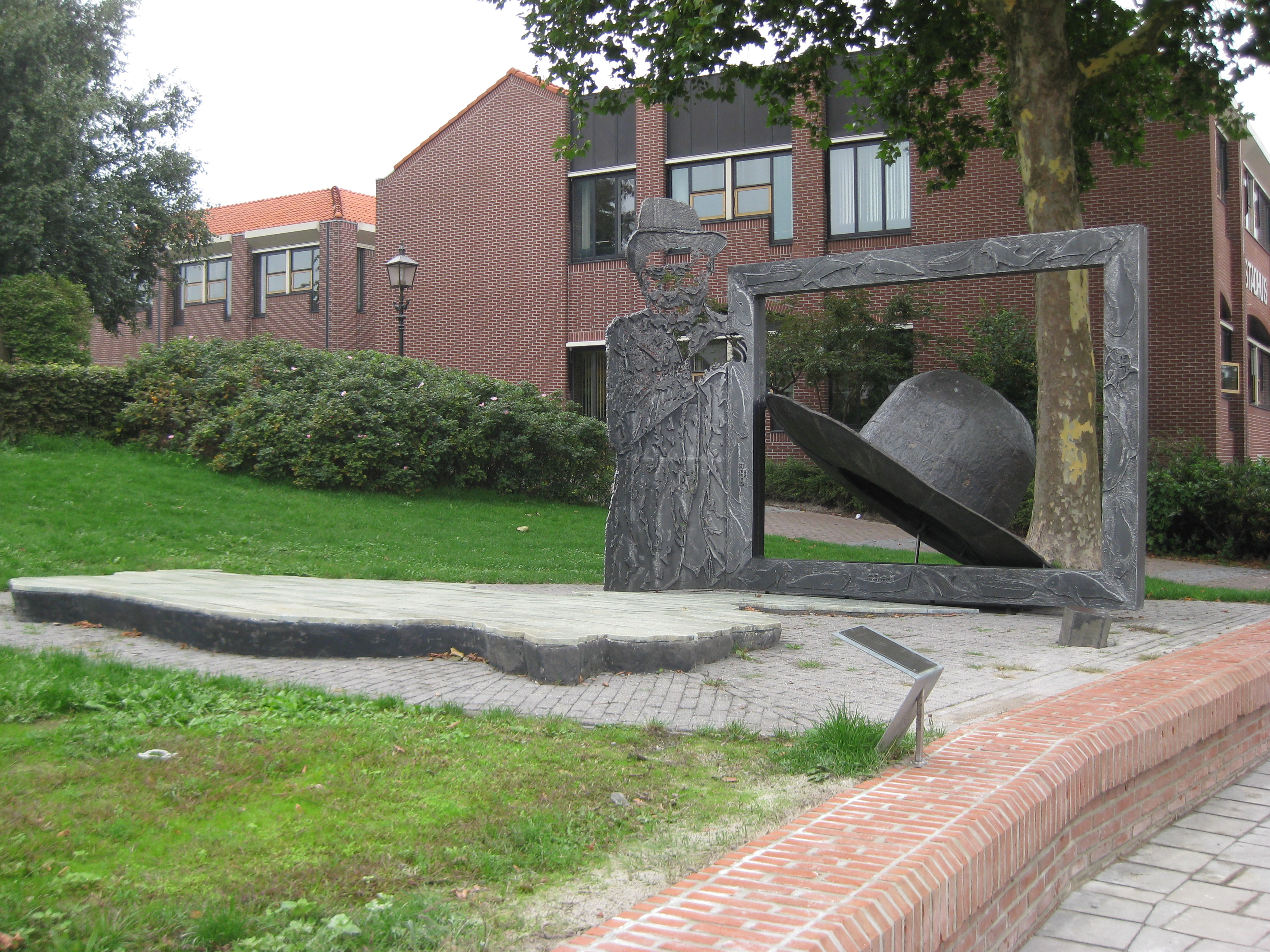
Zuiderzeegezicht. Kunstwerk met Eibert den Herder aan de Scheepssingel te Harderwijk

Eibert den Herder (Harderwijk, 27 juli 1876 – aldaar, 3 september 1950) was een Nederlands ondernemer, die bekendheid kreeg als activist. Hij wilde de bouw van de Afsluitdijk, die de Zuiderzee tot IJsselmeer zou maken, tegenhouden.
Als zoon van de Harderwijkse negotieschipper Teunis den Herder (1846-1928) was Eibert den Herder al vroeg zelf schipper geworden. In 1907 werd Rederij Den Herder opgericht, die schepen exploiteerde voor de visvangst op de Zuiderzee. In 1906 richtte Den Herder samen met zijn vader en zijn broer Beert een vishandel op. Zes jaar later volgde de vismeelfabriek en in 1921 een kalkzandsteenfabriek. In 1936 gingen de broers ieder hun eigen weg, Beert werd regent van het burgerweeshuis van Harderwijk, Eibert richtte een visconservenfabriek op.

## Zuiderzeepartij
In 1931 richtte Den Herder het Landelijk Comité tot Behoud van de Zuiderzee op. Op 28 mei 1932 werd de Zuiderzee echter definitief van de open zee afgesloten. In 1933 kwam hij met de Zuiderzeepartij. Een landelijke politieke partij, vooral bestaande uit Harderwijker vissers die zich verzetten tegen afsluiting. De partij kwam behalve in de kieskring Utrecht ook in de kieskring Den Helder uit. Na Den Herder stond Rieuwert Blok uit Enkhuizen als tweede op de kandidatenlijst. Hij was eigenaar van de botter EH 31. Het politiek avontuur eindigde zonder succes te hebben behaald. Nadat bij de verkiezingen voor de Tweede Kamer weinig resultaat was behaald, werd de partij al snel ontbonden.

## Toerisme
Na het mislukken van zijn politieke carrière zette Den Herder zich in voor de bloei van de stad Harderwijk. Hij wist te bewerkstelligen dat er een goede vaargeul kwam van de stad richting IJsselmeer. De schepen van Rederij Den Herder voeren met dagjesmensen langs de Zuiderzeewerken en de veerdienst op Amsterdam bloeide. Zo werd Den Herder de grondlegger van het Harderwijker toerisme. Zijn zoons Frits en Coen hebben zijn activiteiten voortgezet. Frits verzamelde zeezoogdieren, welke hij naast de steiger van het veer Harderwijk-Amsterdam tentoonstelde. Hieruit ontstond in 1965 het Dolfinarium Harderwijk.